# 帖尼河之战
帖尼河之战，1201年（宋嘉泰元年，金泰和元年），成吉思汗统一蒙古各部战争中，铁木真在帖尼河（帖尼火罗罕，今海拉尔河北岸支河莫尔格勒河）击败札木合军的战斗。
札木合纠集溃散的塔塔儿、弘吉剌、合答斤、撒勒只兀惕、泰赤乌、朵儿边、豁罗剌思等各部首领，在也里古纳河（额尔古納河）与犍河（根河）、秃律别儿河（得尔木尔河）会流三角洲的忽兰也儿吉（红岸），结成了一个松散的军事联盟，推举札木合为古儿汗（众汗之汗、普众之汗）。率兵西击铁木真。铁木真得到消息，立即起兵迎战，在海拉尔河支流帖尼河两军会战，击败札木合联军。帖尼河之战后，札木合一蹶不振，之后，铁木真夺得了阔亦田之战的胜利。